# Vagrans gaberti
Vagrans gaberti är en fjärilsart som beskrevs av Guérin. Vagrans gaberti ingår i släktet Vagrans och familjen praktfjärilar. Inga underarter finns listade i Catalogue of Life.